# Icore
Secondo la mitologia greca, l'icore (AFI: /iˈkore/; in greco antico: ἰχώρ?, ichór) è il "materiale" che costituisce il "sangue" delle creature immortali.
Quando una divinità viene ferita, la presenza dell'icore rende il suo sangue velenoso per i mortali. 
Questa sostanza è di colore bianco o trasparente, simile al siero del latte.
(Iliade V, 340-3. Traduzione di Guido Paduano pag.145)

## L'icore nella cultura di massa
- H. P. Lovecraft spesso usò "ichor" (Icore) nelle sue descrizioni di creature dell'altro mondo, molto importante nei dettagli dei resti di  Wilbur Whateley in L'orrore di Dunwich.
- Thomas Pynchon in V., nel capitolo quattordicesimo, parla della famiglia l'Heuremaudit, " il cui sangue si era da tempo trasformato in pallido icore".
- L'autrice Ursula K. Le Guin, in From Elfland to Poughkeepsie, definisce il termine the infallible touchstone of the seventh-rate.[2]
- Nella serie di Rick Riordan Percy Jackson e gli dei dell'Olimpo, tutti gli esseri divini immortali hanno al posto del sangue icore
- Nei romanzi Dave Hooper di John Birmingham, Emergence, Resistance e Ascendance, i fluidi corporei dei dragoni comprendono icore
- In Dungeons & Dragons, il sangue dei demoni viene chiamato icore.
- Nella serie di Cassandra Clare, The Mortal Instruments, il sangue di angeli e demoni è chiamato icore
- Nel romanzo di Doris Lessing The Diaries of Jane Somers/ If the Old Could,  Jane Somers esprime i suoi forti sentimenti per un uomo che ha appena incontrato:

(Doris Lessing The Diaries of Jane Somers/ If the Old Could)
- Nella serie di Anne McCaffrey Il ciclo di Pern, la fauna locale di Pern viene chiamata "sangueverde" e i draghi stessi hanno icore verde.
- Nella serie di Jacqueline Carey, Kushiel's Legacy si dice che i D'Angelines abbiano icore nelle vene
- Nel gioco MOBA League of Legends, due tipi di icore sono disponibili sulla mappa Twisted Treeline come articoli disponibili che forniscono bonus provvisori alla situazione di un giocatore
- Nel videogioco Warframe, l'arma dual ichor è una coppia di corte spade che avvelenano i nemici (esseri mortali).
- Nel videogioco Terraria, l'Ichor è un oggetto reperibile dai mostri della Crimson, utilizzato per fabbricare oggetti magici e pozioni. È descritta come "The blood of gods" ("Il sangue degli dei").
- Nel ciclo di libri The Painted Man di Peter V. Brett, il sangue nero delle varie specie di demoni viene chiamato icore.
- Jim Butcher nella sua serie The Dresden Files usa il termine "icore" per descrivere il sangue spesso e nero di "Ghul".[3]
- William Gibson lo elenca tra le possibili emanazioni letali del 'verme della morte mongolo' in Guerreros.
- Nel ciclo di libri Ilium di Dan Simmons, il sangue degli dèi greci di Olympus Mons viene descritto come icore dorato.